# Wiesmoor
Wiesmoor là một thị xã ở huyện Aurich, trong bang Niedersachsen, nước Đức. Đô thị Wiesmoor có diện tích 82,99 km². 